# Asiagomphus perlaetus
Asiagomphus perlaetus là loài chuồn chuồn trong họ Gomphidae. Loài này được Chao mô tả khoa học đầu tiên năm 1953.